# استان کرمانشاه در جنگ جهانی اول
استان کرمانشاه در جنگ جهانی اول یکی از مناطق ایران بود که صحنهٔ درگیری میان نیروهای درگیر در جنگ بود. این استان هم از سوی نیروهای متفقین (بریتانیا و روسیه) و هم از سوی نیروهای متحدین (آلمان و عثمانی) مورد حمله و اشغال واقع شد. در طول این جنگ کرمانشاه مقصد مهاجرت گروهی از نمایندگان مجلس شورای ملی و محل تأسیس دولت موقت مهاجرین قرار گرفت.

## آغاز جنگ

اشغال کرمانشاه توسط نیروهای عثمانی، احتمالاً ۱۹۱۶.

علیرغم اعلام بی‌طرفی ایران در جنگ جهانی اول، نیروهای درگیر در جنگ از شمال، جنوب و غرب وارد ایران شدند. استان کرمانشاه نیز به سبب قرارگیری در مرز ایران و امپراطوری عثمانی مورد حملهٔ نیروهای عثمانی قرار گرفت.
در زمان آغاز این جنگ، هنوز در ایران ارتش منظم مدرن تشکیل نشده‌بود و بنابراین از ایل‌ها و عشایر لک به عنوان نیروی حافظ مرز و امنیت کشور استفاده می‌شد. در استان کرمانشاه و به ویژه در غرب استان، ایلهای لک(حوزه مانوند، باجلان ،جلالوند ، بالاوند ،همهیوند، کاکاوند، پایروند ،احمدوند ،بیرانوند، حسنوند، موسیوند، سپهوند، ایتیوند و...) به عنوان نیروهای دفاعی ایران به دلیل شجاعت و رشادت‌های این اقوام در گذشته به کار گرفته‌شدند. در شهریور ماه سال ۱۲۹۴ خورشیدی (سپتامبر ۱۹۱۶ میلادی) رؤسای عشایر کرمانشاه در ماهیدشت جمع شده و برای مبارزه با نیروهای مهاجم عثمانی توافق کردند. در نتیجهٔ این توافق تلگرافی تنظیم و خطاب به احمدشاه قاجار مخابره شد.
نیروهای جمع‌شده در کرمانشاه با نیروهای ژنرال حسین رئوف‌بیگ، فرماندهٔ ترک درگیر شدند که از بغداد به سوی قصر شیرین و کرمانشاه در حرکت بود. بین دو نیرو در کرند جنگ درگرفت و آسیب زیادی به دو طرف وارد شد. در آن زمان شایع شده‌بود که سالارالدوله در این حمله با ارتش عثمانی همکاری می‌کرده‌است. نیروهای عثمانی در نهایت تا سرحد ایران و عثمانی عقب‌نشینی کردند.

## تشکیل دولت موقت مهاجرین

### تشکیل کمیتهٔ دفاع ملی
همزمان با رسیدن نیروهای روسیهٔ تزاری به تهران، بحران در دولت ایران پدید آمد و برگزاری جلسات مجلس شورای ملی غیرممکن شد. گروهی از نمایندگان دوره سوم مجلس شورای ملی، از هر دو جناح اعتدالیون و دموکرات‌ها که مایل به همکاری با دو نیروی انگلستان و روسیه نبودند، به دنبال نزدیک شدن به متحدین (عثمانی و آلمان)، تصمیم به مهاجرت از تهران و تشکیل دولت در مکانی دیگر گرفتند. این گروه که به نام مهاجرین یا میلیون نامیده می‌شدند، از تهران به قم رفتند و در آنجا کمیتهٔ دفاع ملی را تشکیل دادند. سپس از آنجا به اصفهان آمدند و از آنجا که امکان تشکیل دولت در این دو شهر فراهم نشد، از راه لرستان به سمت کرمانشاه حرکت کردند. کمیتهٔ ملی در بروجرد، نظام‌السلطنهٔ مافی را که حاکم لرستان و خوزستان بود با خود همراه نمود.

کابینهٔ دولت موقت مهاجرین در کرمانشاه، ۱۹۱۵.

کمیتهٔ دفاع ملی پیش از رسیدن به کرمانشاه در صحنه مستقر شد. نظام‌السلطنه مافی به ریاست کمیتهٔ دفاع ملی انتخاب شد و کلیهٔ نیروهای موجود، از جمله نیروهای مهاجر، ژاندارمری و نیز گروه‌هایی از عشایر لک تحت فرمان وی قرار گرفتند. قوای ژاندارمری سلطان‌آباد، ملایر، همدان، اصفهان، و همچنین فوج سیلاخور، خلج، مجاهدان اصفهانی، و سواران بختیاری اطاعت و پیروی خود را به نظام‌السلطنه اعلام و از کمیتهٔ دفاع ملی حمایت کردند. در نتیجهٔ پیوستن این نیروها، نیرویی نظامی به نام قوای ملی ایجاد شد.
شهر صحنه به عنوان مرکز ستاد فرماندهی مهاجرین انتخاب شده و نظام‌السلطنه در آنجا مستقر شد. انتخاب کرمانشاه بدین سبب بود که این شهر به عثمانی‌ها نزدیک بود و امکان حمایت عثمانی از مهاجرین و دولت آن‌ها فراهم بود. از سوی دیگر کرمانشاه پایگاه آلمانی‌ها در غرب ایران به‌شمار می‌رفت و شونمان دیپلمات آلمانی که در کرمانشاه اقامت داشت مأمور حل اختلافات عشایر لک با نیروهای عثمانی به منظور اقدام مشترک علیه نیروهای روسیه بود. ایل لک سنجابی از ورود رئوف‌بیگ فرماندهٔ نیروهای عثمانی به کرمانشاه جلوگیری می‌کرد و دیپلمات‌های آلمانی به عنوان میانجی میان این دو نیرو عمل می‌کردند.
نظام‌السلطنه از وضع کرمانشاه راضی نبود و ضمن مذاکره با اعضای کمیته دفاع ملی، اظهار داشت تا وقتی اقبال‌الدوله، به سمت حکمران و نماینده دولت مرکزی در کرمانشاه اقامت دارد، او نمی‌تواند کارها را به دست گرفته و تصمیمات خود را با قدرت و به موقع به مرحله اجرا بگذارد.
به دنبال این مذاکرات اعضای کمیته در کرمانشاه اقبال‌الدوله را راضی به ترک کرمانشاه کردند. وی نیز پذیرفت و عازم مرکز شد و در روز ۶ ربیع‌الثانی ۱۳۳۴ ه‍.ق / ۵ فوریه ۱۹۱۶ م. نظام‌السلطنه به اتفاق دکتر راسل، وزیر مختار آلمان از صحنه وارد کرمانشاه شدند.
همزمان با استقرار نظام‌السلطنه در شهر کرمانشاه، وکلای مهاجر که اکثر آنان به کرمانشاه رسیده بودند یک مجلس موقتی به ریاست سید محمد طباطبائی تشکیل دادند.

### تشکل دولت
در ۱ آوریل ۱۹۱۶، جلسهٔ دوم مجلس موقت تشکیل و دولت آزاد را به شرح زیر معرفی کرد:
1. رئیس دولت آزاد: رضاقلی خان نظام‌السلطنه مافی
2. وزیر امور خارجه: محمدعلی خان مافی (محمدعلی نظام مافی)
3. کفیل قوای نظامی: عباس میرزا سالار لشکر (عباس فرمانفرماییان)
4. وزیر مالیه: محمدعلی خان فرزین (نمایندهٔ همدان)
5. وزیر داخله: حسین ادیب‌السلطنه (حسین سمیعی)
6. وزیر عدلیه و اوقاف: سید حسن مدرس
7. وزیر پست و تلگراف و تلفن: میرزا قاسم صور اسرافیل (نمایندهٔ ساوجبلاغ)
8. خزانه‌دار: امان‌الله عزالممالک اردلان، (نمایندهٔ خوزستان)

همچنین فرماندهی قشون بر عهدهٔ «سردار مقتدر» (عبدالحمید خان غفاری) نهاده شد.
دولت موقت در کرمانشاه شروع به فعالیت کرد و حتی نمایندگانی به خارج از کشور اعزام نمود. کردستان، همدان ملایر، تویسرکان، نهاوند، گروس و بروجرد از دست روس‌ها خارج و زیر نظر دولت ملی اداره می‌شدند. در ایام استقرار حکومت موقت در کرمانشاه که ۹ ماه طول کشید، ارتباط بین این دولت و مرکز ایران قطع بود و شهرستانهای قلمرو دولت ملی کارهای خود را به کرمانشاه مرکز حکومت موقت رجوع و دستور می‌گرفتند.

### مهاجرت به قصر شیرین
پس از نه ماه استقرار حکومت ملی در کرمانشاه، بغداد از سوی قشون انگلیس اشغال شد. با سقوط بغداد چون احتمال محاصره قوای عثمانی می‌رفت، موقعیت دولت ملی در جنگ با روس‌ها متزلزل شد و دولت موقت دستور تخلیهٔ کرمانشاه و عقب‌نشینی به قصر شیرین را صادر کرد. عده‌ای از آنان که وسایل مهاجرت به عثمانی را نداشتند به روستاها و طوایف دوردست پناه بردند تا گرفتار ارتش روسیه نشوند و بقیه به‌طور پناهندگی به خاک عثمانی رفتند. اعضای حکومت موقت و نمایندگان نیز به دعوت دولت عثمانی از راه سوریه وارد استامبول شدند و پس از اشغال استانبول توسط متفقین، به وطن خود بازگشتند.

## حملهٔ نیروهای روسیۀ تزاری
روس‌ها در دسامبر ۱۹۱۵ همدان را اشغال کردند. چون ارتش ششم عثمانی در بین‌النهرین به جنگ با بریتانیا مشغول بود، هدایت عملیات علیه روس‌ها در کرمانشاه به فیلدمارشال کلمار فرایهر فن در گلتس آلمانی محول شد. فن در گولتس به همراه نظام‌السلطنهٔ مافی عشایر لک استان کرمانشاه را سازمان داد تا به جنگ در برابر روسیه و مقاومت در برابر پیشروی آن‌ها دست زنند. با این حال نیروهای روسیۀ تزاری به فرماندهی ژنرال نیکلای باراتف، بیستون را در ۱۱ فوریهٔ ۱۹۱۶ و کرمانشاه را در ۱۳ فوریهٔ ۱۹۱۶ تسخیر کردند. پیشروی‌های بعدی روس‌ها و تصرف بیجار در ۱۹ فوریه و سنندج در ۲۵ فوریهٔ ۱۹۱۶ سبب شد تا نیروهای ائتلاف آلمان-عثمانی با هدایت سرهنگ آرتور بُپ وابستهٔ نظامی جدید آلمان و دو سرگرد آلمانی دیگر به نام‌های سرگرد لئوناردی و سرگرد ابرهارد، و متشکل از چهار گردان ارتش عثمانی و پنج هزار نفر از عشایر لک که توسط ماکس اتو شونمان جمع شده‌بودند، با پشتیبانی هزار ژاندارم ایرانی به مقاومت در برابر روس‌ها بپردازند تا کرمانشاه به عنوان منطقهٔ حائل میان نیروهای روسیه و بریتانیا (در بین‌النهرین) در دست متحدین (ائتلاف آلمان-عثمانی) باقی بماند. روس‌ها در ۱۶ آوریل ۱۹۱۶ کرند و سرپل ذهاب و قصر شیرین را نیز تصرف کردند، اما همین‌که به خانقین رسیدند، خبر شکست ژنرال چارلز تاون‌شند فرماندهِ نیروهای بریتانیا در برابر نیروهای عثمانی منتشر شد و روس‌ها پیشروی خود را متوقف کردند. شیوع بیماری در میان سربازان روس سبب شد تا در روز ۲۲ مه ۱۹۱۶ دست به عقب‌نشینی زدند. اگرچه روس‌ها به هدف خود یعنی رسیدن به نیروهای بریتانیا نرسیدند، اما دولت موقت در کرمانشاه سقوط کرد و مهاجرین به قصر شیرین و از آنجا به عثمانی گریختند.
کرمانشاه تا فوریهٔ ۱۹۱۷ در اشغال روسیهٔ تزاری باقی ماند. در این زمان با وقوع انقلاب فوریهٔ ۱۹۱۷ نیروهای روس شروع به عقبنشینی کردند و بنابراین از کرمانشاه خارج شدند. خروج روس‌ها سبب شد تا هم‌پیمان آنها یعنی انگلستان نیروهای انگلیسی و هندی بیشتری به ایران آورد تا خلأ نیروهای روس را پر کند.